# Белостокский район
Белостокский район (бел. Беластоцкі раён) — район, существовавший в Белостокской области Белорусской ССР в 1940—1944 годах. Центр — город Белосток (в состав района не входил).

## История
Белостокский район был образован 15 января 1940 года на части территории упразднённого Белостокского уезда Белостокской области Указом Президиума Верховного Совета СССР.
К 1 января 1941 года район включал 5 рабочих посёлков (Васильково, Старосельцы, Супрасль, Тыкотин, Чёрная Весь) и 16 сельсоветов.
В 1941—1944 годах территория района была оккупирована немецкими войсками.
20 сентября 1944 года Белостокский район, как и большая часть территории всей Белостокской области, был передан из СССР в состав Польши.